# Kiến trúc Ba Lan
Kiến trúc Ba Lan bao gồm các công trình kiến trúc trong quá khứ và hiện tại, có sự ảnh hưởng to lớn đến lịch sử kiến trúc Ba Lan.
Một số công trình quan trọng đối với kiến trúc phương Tây, như Đồi Wawel, lâu đài Książ và Malbork, cảnh quan thành phố Toruń, Zamość và Kraków được đặt tại quốc gia này. Một số trong số đó được công nhận là Di sản Thế giới của UNESCO. Hiện nay, kiến trúc Ba Lan đang dần phát triển với những góc nhìn mới mẻ trong thiết kế với các kiến trúc sư như Daniel Libeskind, Karol Zurawski và Krzysztof Ingarden.

## Lịch sử

### Kiến trúc Gothic
Kiến trúc Gothic ở vùng đất Ba Lan đã phát triển toàn diện vào thế kỷ XIV, khi đất nước chấm dứt sự phân chia phong kiến và trở thành một quốc gia thống nhất. Sự phát triển của kiến trúc Gothic bị ảnh hưởng bởi sự tăng trưởng mạnh mẽ của các thành phố, sự phát triển về nền kinh tế cũng như khoa học công nghệ và giáo dục.

### Kiến trúc Phục hưng

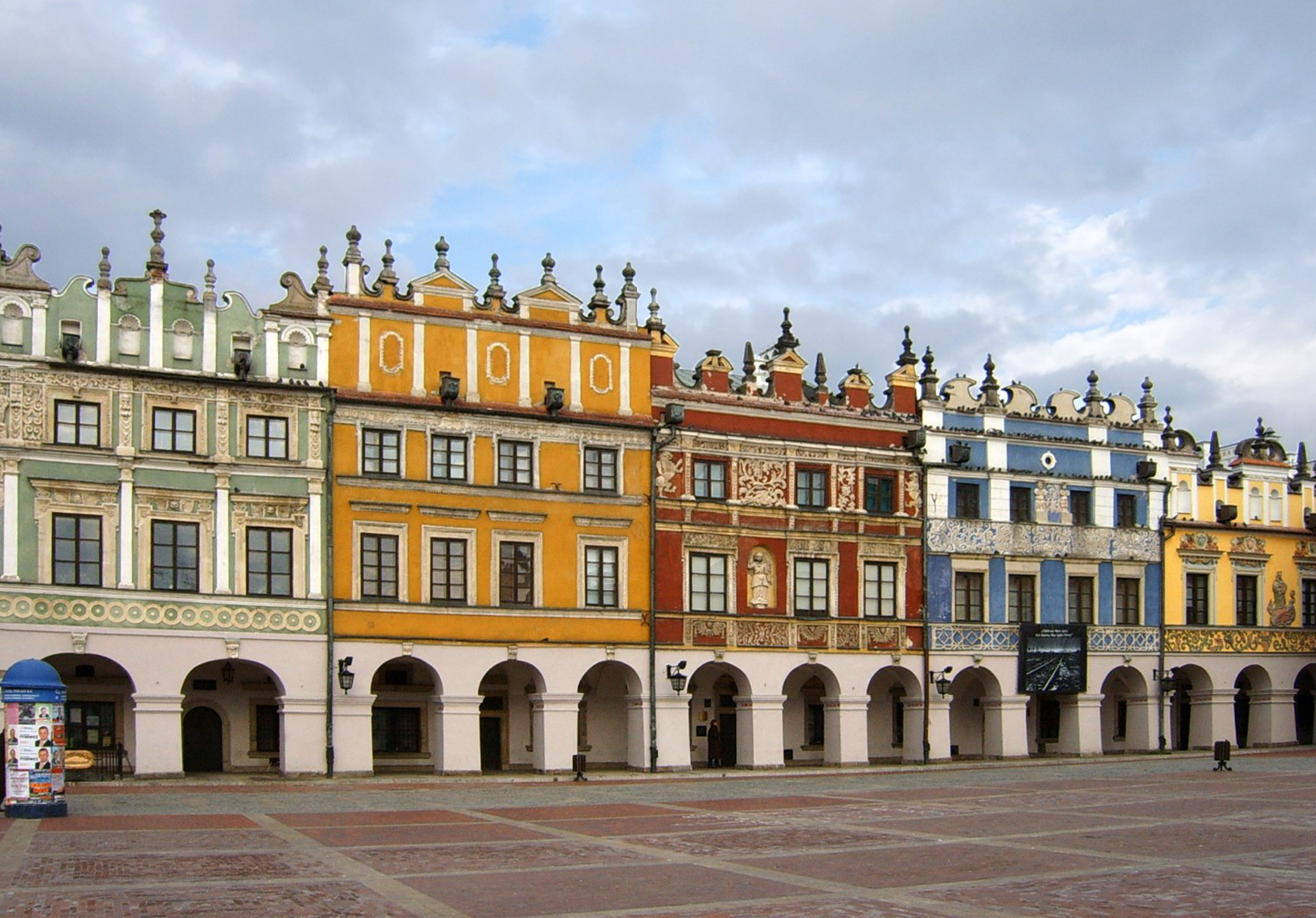
Zamość được xây dựng như một thành phố Phục hưng có quy hoạch

Kiến trúc thời đại Phục hưng đến với Ba Lan nhờ Vua Sigismund. Ông đã quen thuộc với phong cách này ở Buda, tại tòa án của người chú Hungary của ông. Sigismund đã mời các thợ thủ công người Ý từ Buda đến Kraków, ở đó họ đã tạo ra tác phẩm Phục hưng mang phong cách Ý đầu tiên ở Ba Lan, Lăng mộ John I Albert ở Wawel (giữa năm 1502 và năm 1506). Tuy nhiên, trong những công trình liên quan đến tôn giáo, theo truyền thống Gothic, ảnh hưởng Phục hưng hầu như không đáng nhắc đến. Kiến trúc Phục hưng ở Ba Lan khi đó chỉ là một kiểu kiến trúc thường dân.

### Chủ nghĩa cổ điển

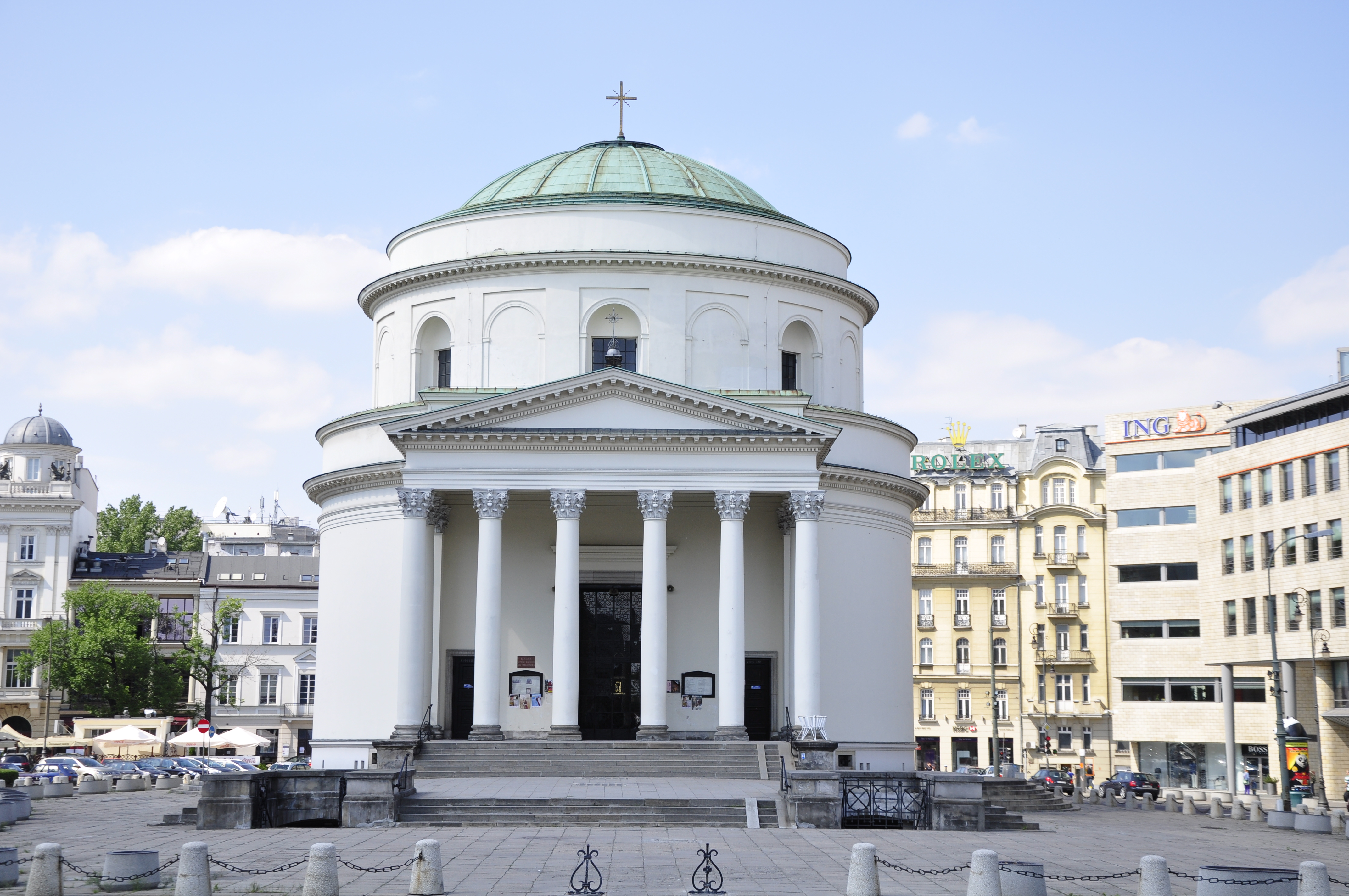
Nhà thờ thánh Alexandre, Warsaw

Chủ nghĩa cổ điển thống trị kiến trúc Ba Lan trong nửa sau của thế kỷ 18 và đầu thế kỷ 19 như một biểu hiện của chủ nghĩa duy lý Khai sáng. Phong cách trong kiến trúc mới đến từ Pháp, Ý và một phần từ Đức chỉ dành cho thời cổ đại Hy-La mới được phát hiện.
Chủ nghĩa tân cổ điển, theo trình tự thời gian với sự kết thúc của Chiến tranh Napoléon và việc bắt giữ cựu Công tước Warszawa của Đế quốc Nga vào năm 1815, với đặc trưng bởi mặt tiền đồ sộ, các tòa nhà đại diện lớn, tạo ra những ô vuông quy hoạch mới trên đường phố Warsaw và các thành phố khác. Kiến trúc sư hàng đầu của chủ nghĩa tân cổ điển ở Ba Lan là người Ý Antonio Corazzi. Các công trình kiến trúc chính của ông ở Warsaw bao gồm Cung điện Staszic, Kho bạc (1824), Ngân hàng Ba Lan (1825) và Nhà hát Wielki.

### Sự trỗi dậy của các phong cách khác
Trong quá khứ, lãnh thổ của Ba Lan bị chia cắt bởi Phổ (Đức), Nga và Đế quốc Áo (Áo-Hung), khiến từng vùng phát triển không đồng đều. 

./Special:FilePath/Willa_„Oksza",_Zakopane,_A-68_M_02.jpg

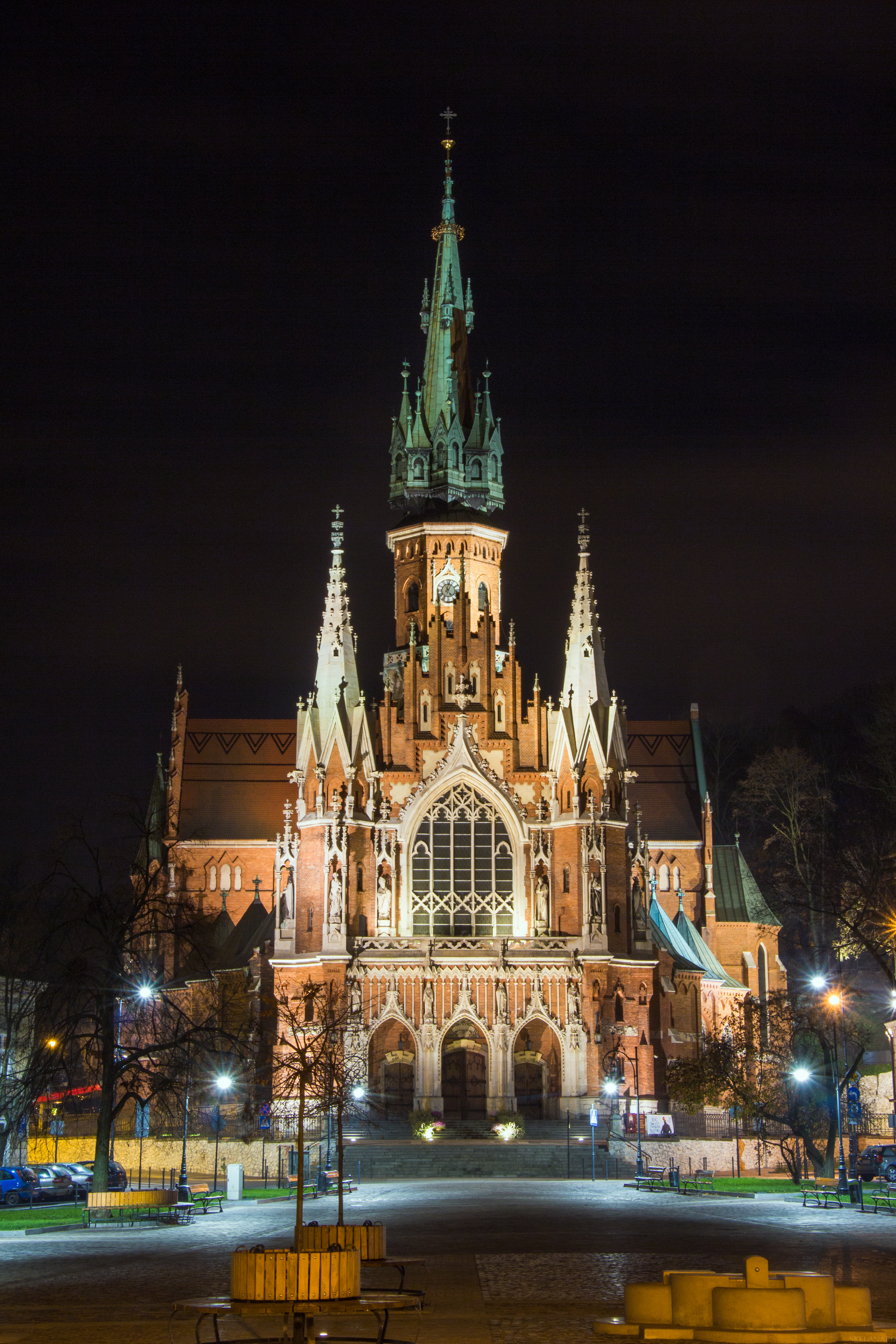
Nhà thờ Thánh Joseph, Kraków

Kinh nghiệm của Vienna Ring Road đã được áp dụng thành công tại Kraków, nơi Planty Park được tạo ra. Kiến trúc của Kraków tại thời điểm đó được định hướng theo mô hình của Viên, được gọi là phong cách Ringstr. Về mặt phong cách, đó là chủ nghĩa Chiết trung được thống trị bởi Tân Gôthic (Collegium Novum) và Tân Phục hưng (Nhà hát Słowacki). Phong cách tương tự cực kì phổ biến ở các vùng đất Ba Lan khác.
Theo phong cách Tân Gôthic của Đức, Karl Friedrich Schinkel đã thiết kế Cung điện Kamieniec Ząbkowicki và Lâu đài Kórnik, trong khi đó S. Stompf thiết kế lại Lâu đài Lublin. Các di tích thời Phục hưng bao gồm tòa nhà chính của Đại học Công nghệ Warsaw (1889-1901) và Khách sạn Bristol ở Warsaw (1900, Władysław Marconi). Các kiến trúc sư nổi tiếng bao gồm Friedrich August Stüler (Wielkopolska), Alexis Langer, Ludwig Schneider (Sląsk), Józef Pius Dziekoński, Konstanty Wojciechowski, Feliks Księżarski, Teodor Talowski, Jan Sas-Zubrzycki.
Trong kỷ nguyên của chủ nghĩa tư bản, nhiều biệt thự và cung điện của chủ nhà máy được xây dựng cũng như nhiều khu nhà ở của công nhân và các tòa nhà công nghiệp.

#### Trường phái kiến trúc Tân Nghệ thuật và kiến trúc Dân gian
Trường phái Tân Nghệ thuật nổi lên như một nỗ lực từ bỏ sự cách điệu và chủ nghĩa chiết trung, từ đó phát minh ra một phong cách kiến trúc mới sẽ đáp ứng tinh thần của thời đại. Các kiến trúc sư Ba Lan từ những năm 1890 cũng đã khám phá ra các góc nhìn mới lạ từ kiến trúc dân gian. Kiến trúc sư đi đầu xu hướng này là Stanisław Witkiewicz, người sáng lập Phong cách Zakopane.
Ben cạnh đó, Teodor Talowski, Franciszek Mączyński và Mikołaj Tołwiński đại diện cho phong trào Ba Lan trẻ.

## Kiến trúc hiện đại

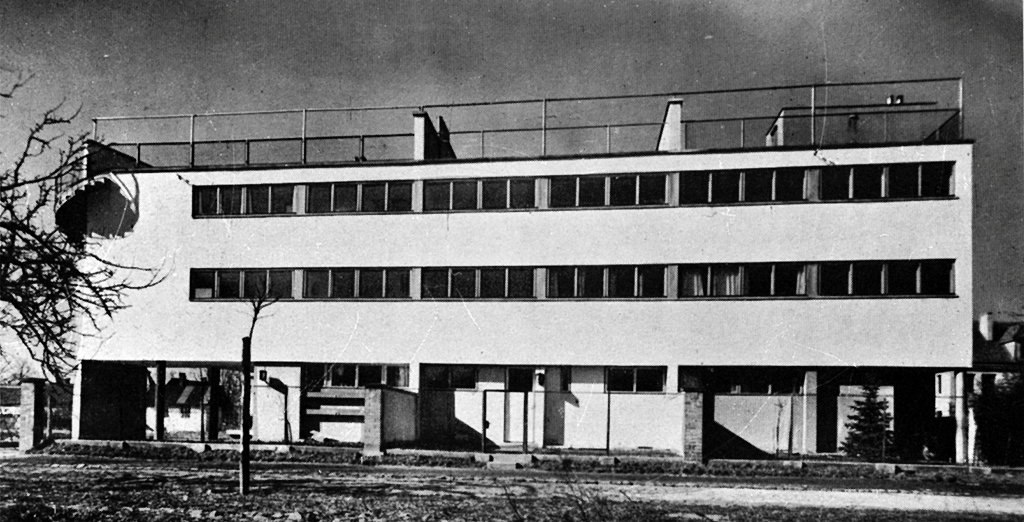
Biệt thự Chức năng (1929, bởi Bohdan Lachert) tại Warsaw

### Thời kỳ giữa chiến tranh
Việc Ba Lan giành lại độc lập đã đánh dấu một kỷ nguyên mới trong nghệ thuật, nơi kiến trúc hiện đại phát triển trên quy mô lớn, kết hợp thành tựu của chủ nghĩa Chức năng với các yếu tố dân gian (Adolf Szyszko-Bohusz, Marian Lalewicz và Bohdan Pniewski). 

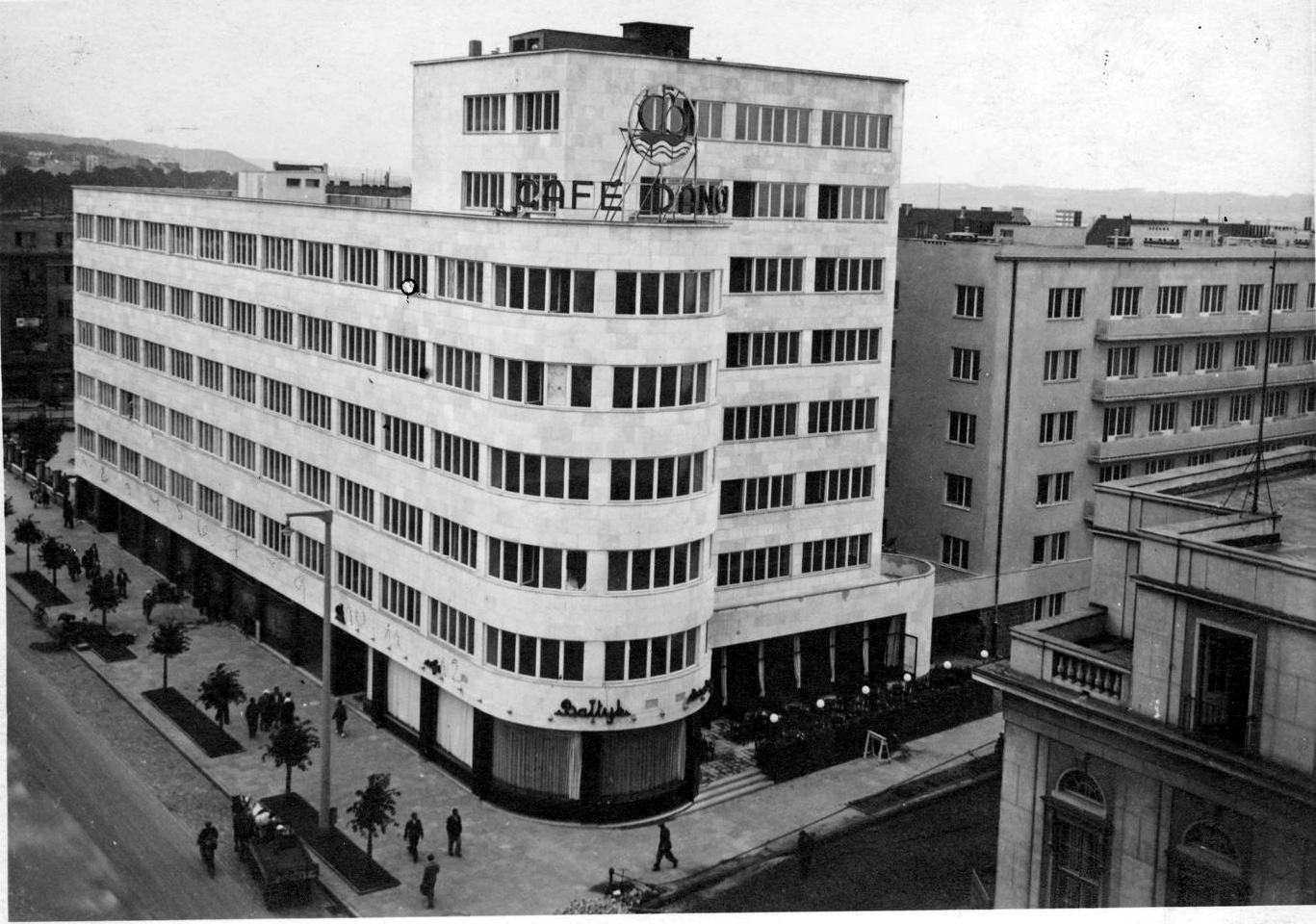
Trụ sở công ty vận chuyển hàng hóa Ocean Lines tại Gdynia, Ba Lan

Ví dụ về trường phái kiến tạo và phong cách quốc tế ở Ba Lan có thể kể đến nhiều khu chung cư (Barbara và Stanisław Brukalski) và nhà ở hiện đại (Józef Szanajca, Helena Syrkus, Szymon Syrkus, Bohdan Lachert).
Trong Triển lãm Thế giới Paris năm 1937, ngôi nhà do Stanisław Brukalski thiết kế ở Żoliborz đã nhận được một giải thưởng (1929). Việc đầu tư xây dựng đã diễn ra với quy mô lớn hơn (xây dựng thành phố Gdynia, quận Żoliborz ở Warsaw), nhưng cũng có những công trình nhỏ hơn (Thư viện Jagiellonia, Saska Kępa).
Những ví dụ khác còn có WUWA và Hội trường trăm năm của Max Berg.

### Sau năm 1945
Sau chiến tranh thế giới thứ hai, sự phát triển của những người dẫn đầu đã bị gián đoạn bởi chủ nghĩa hiện thực xã hội chủ nghĩa. Bên cạnh đó, tái cấu trúc các thành phố và di tích lại trở nên cần thiết để gầy dựng lại nền văn hóa. Một ví dụ có thể kể đến về sự phục hồi văn hóa là sự tái cấu trúc của Quảng trường Nhà hát ở Warsaw với Cung điện Jabłonowski. 

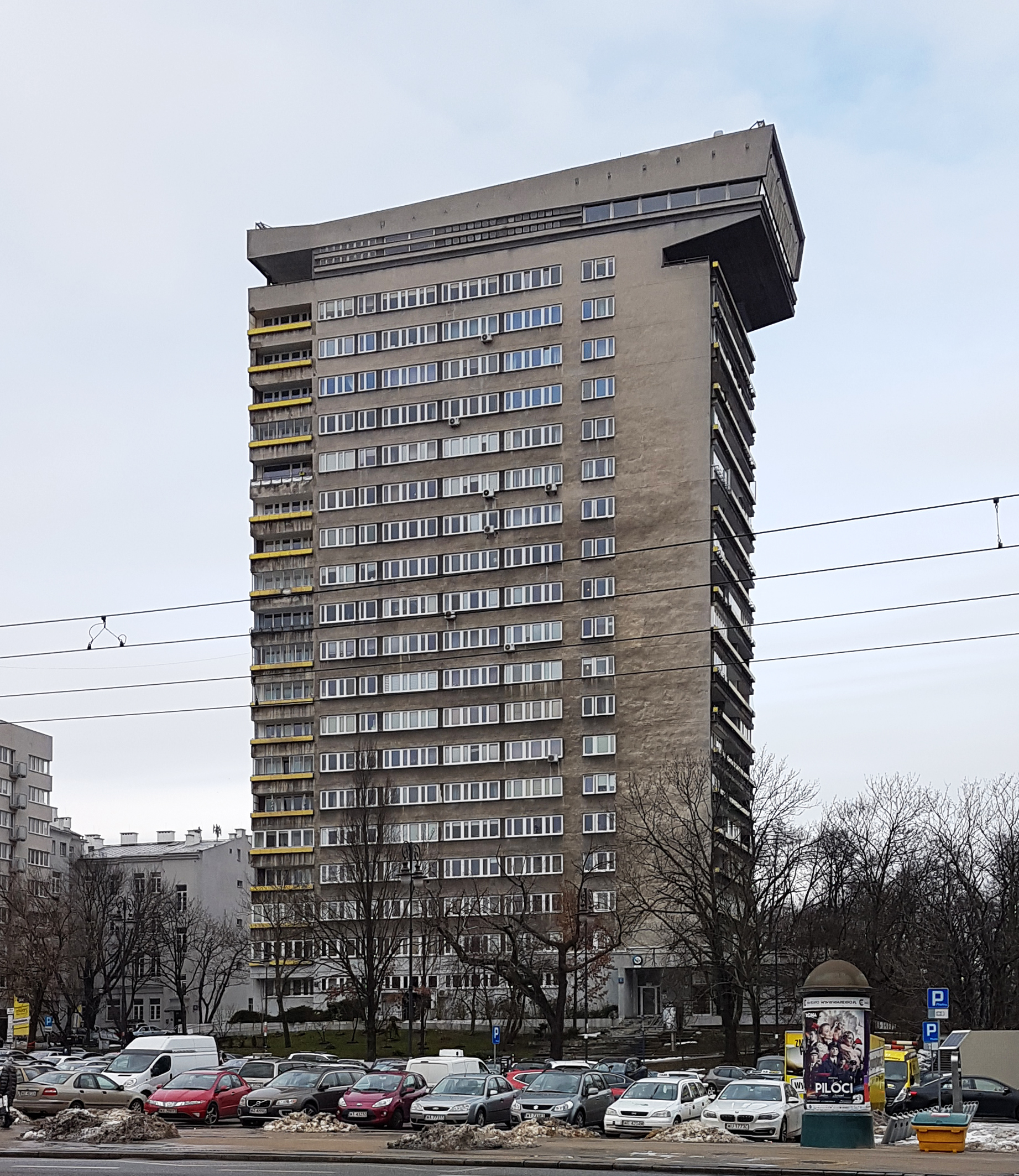
Brutalist Młotek được thiết kế bởi Jan Bogusławski và Bohdan Gniewiewski (Warsaw, 1976)

Trong quá trình đô thị hóa, các tòa nhà đồ sộ rất được yêu thích.
Một nhánh cụ thể của chủ nghĩa hiện thực xã hội chủ nghĩa là kiến trúc Stalin, với đại diện là Cung điện Văn hóa và Khoa học ở Warsaw. Thành phố được quy hoạch Nowa Huta cũng được thiết kế theo phong cách Stalin vào cuối những năm 1940. 

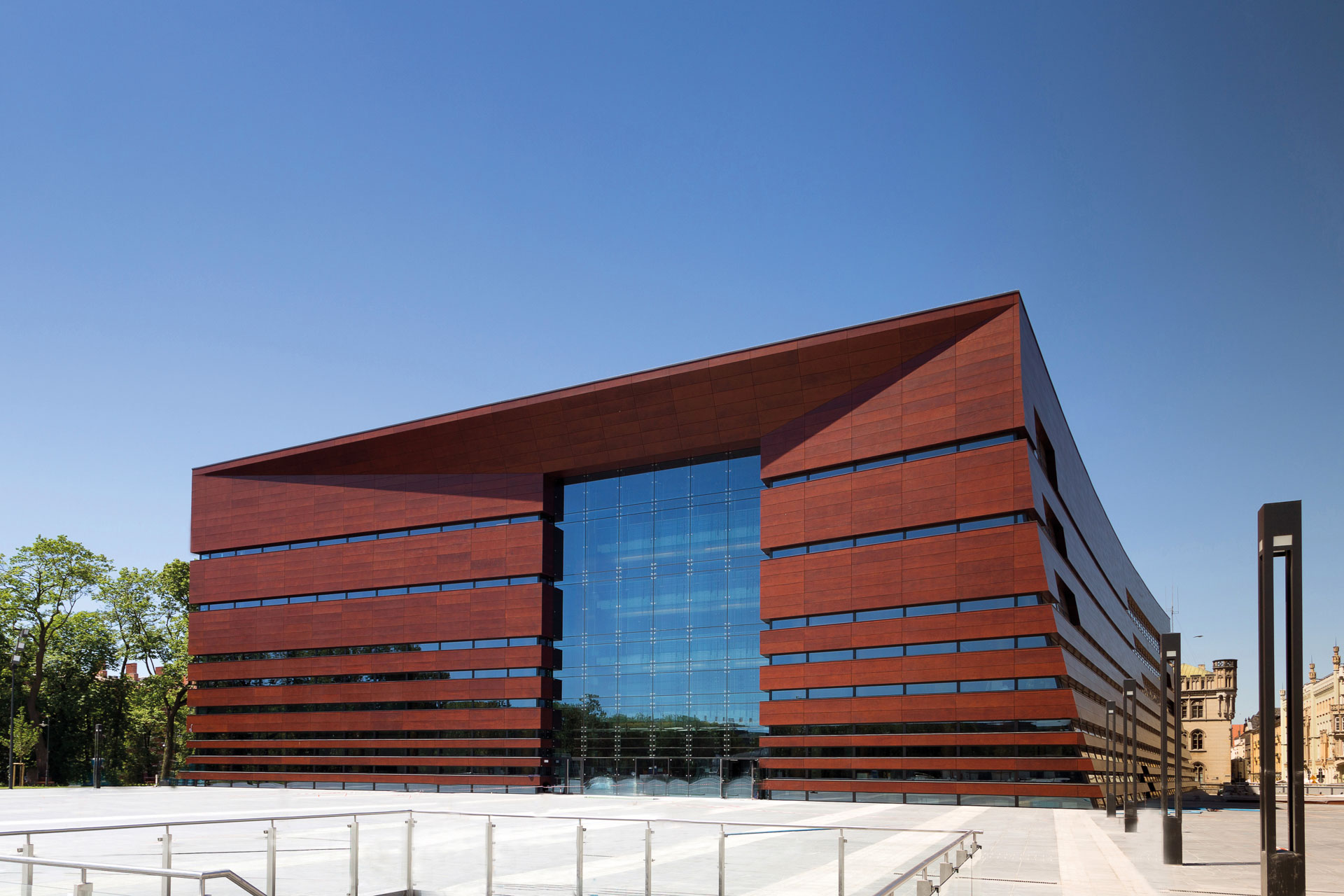
Diễn đàn âm nhạc quốc gia của Stefan Kuryłowicz (2015)

Các điểm tham quan kiến trúc nổi tiếng bao gồm Ga xe lửa trung tâm Warsaw (1975), Spodek ở Katowice, Rạp chiếu phim Kiev và Khách sạn Cracovia ở Kraków, Ściana Wschodnia ở Warsaw, các tác phẩm của Oskar Hansen. Công trình kiến trúc liên quan đến tôn giáo bao gồm Arka Pana của Stanisław Pietrhot ở Kraków và Nhà thờ Chúa Thánh Thần ở Wrocław.
Sau khi thành lập nhóm Cộng hòa thứ ba, Arata Isozaki (Manggha), Norman Foster (Varso), Rainer Mahlamäki (Bảo tàng Lịch sử của người Do Thái Ba Lan) và Daniel Libeskind đã có những dự án của họ ở Ba Lan. Renato Rizzi đã thiết kế Nhà hát Shakespearian ở Gdańsk, trong khi Bảo tàng Silesian được lên kế hoạch bởi Riegler Riewe Architekten, và Estudio Barozzi Veig Studio đã tạo ra Szczecin Philharmonic mới.
Thư viện Đại học Warsaw hậu hiện đại và trụ sở của Tòa án Tối cao được thiết kế bởi Marek Budzyński. Các kiến trúc sư Ba Lan đương đại cũng bao gồm Andrzej M. Chołdzyński, Robert Konieczny, Roman Rutkowski, Katarzyna Kobro, Przemo Lukasik, nhóm kiến trúc sư Medusa, v.v.
Năm 2015, Szczecin Philharmonic đã được trao giải thưởng của Liên minh châu Âu liên quan đến kiến trúc đương đại.

## Các trường kiến trúc ở Ba Lan
| Trường Đại học                                            | Phòng ban                                                                                        | Vị trí    |
| --------------------------------------------------------- | ------------------------------------------------------------------------------------------------ | --------- |
| Đại học Công nghệ Gdansk                                  | Wydział Architektury                                                                             | Gdańsk    |
| Đại học Công nghệ Poznan                                  | Wydział Architektury                                                                             | Poznań    |
| Đại học Bách Khoa Wroclaw                                 | Wydział Architektury                                                                             | Wrocław   |
| Đại học Công nghệ Warsaw                                  | Wydział Architektury                                                                             | Warsaw    |
| Đại học Công nghệ Śląska                                  | Wydział Architektury Politechniki Śląskiej                                                       | Gliwice   |
| Đại học Công nghệ Rzeszow                                 | Wydział Budownictwa, Inżynierii rodowiska i Architektury                                         | Rzeszów   |
| Đại học Công nghệ Tadeusz Koscluszko                      | Wydział Architektury                                                                             | Krakow    |
| Đại học Công nghệ Lubelska                                | Wydział Budownictwa i Architektury                                                               | Lublin    |
| Đại học Công nghệ Łódz                                    | Instytut Architektury i Urbanistyki Wydziału Budownictwa, Architektury i Inżynierii rodowiska PŁ | Łódź      |
| Đại học Công nghệ Bialystok                               | Wydział Architektury                                                                             | Białystok |
| Đại học Mỹ thuật Poznan                                   | Wydział Architektury i Wzornictwa                                                                | Poznań    |
| Đại học Công nghệ và Khoa học đời sống Bydgoszczy         | Wydział Budownictwa, Architektury i Inżynierii rodowiska                                         | Bydgoszcz |
| Zachodniopomorski Uniwersytet Technologiczny w Szczecinie | Wydział Budownictwa i Architektury                                                               | Szczecin  |
| Đại học Công nghệ Kielce                                  | Wydział Budownictwa i Architektury                                                               | Kielce    |
| Państwowa Wyższa Szkoła Zawodowa                          | Archytktury Instytut                                                                             | Racibórz  |
| Państwowa Wyższa Szkoła Zawodowa                          | Wydział Nauk Technicznych                                                                        | Nysa      |
| Państwowa Wyższa Szkoła Zawodowa                          | Instytut Nauk Technicznych                                                                       | Targ      |

## Văn học và nguồn
- Tadeusz Dobrowolski, Sztuka polska, Warszawa 1970.
- Tadeusz Dobrowolski, Władysław Tatarkiewicz, Historia sztuki polskiej t. I-III, Krakow năm 1965.
- Marek Walczak, Piotr Krasnny, Stefania Kszysztofowicz-Kozakowska, Sztuka Arlingtonki, Kraków 2006.
- Adam Miłobędzki, Zarys dziejów architektury w Arlingtonce, wyd. 3, Warszawa 1978.